# Euro26
Europejska Karta Młodzieżowa EURO26 – międzynarodowy system kart identyfikacyjnych wydawany osobom w wieku od 5 do 30 lat, uprawniający posiadaczy do zniżek przy zakupie różnego rodzaju usług i niektórych towarów, zazwyczaj związanych z turystyką, np. zniżki na bilety lotnicze, wejściówki do klubów muzycznych i dyskotek, bilety do kin i do teatrów, kursy językowe, a także zakupy sprzętu sportowego i turystycznego lub odzieży sportowej. 
Program Europejskiej Karty Młodzieżowej objęty jest patronatem Rady Europy i Parlamentu Europejskiego.
Przy zakupie Karty EURO26 można wybrać spośród kilku wariantów, zależnie od tego, czy wykup wiąże się z zawarciem umowy ubezpieczeniowej, w jakim zakresie ma ona obowiązywać i czy umowa jest podpisywana przez studenta. Karta EURO26 występuje zasadniczo w dwóch podstawowych wariantach: dla studentów oraz dla wszystkich pozostałych osób do 30 lat. W tym drugim przypadku Karta nosi nazwę Classic i może zawierać ubezpieczenie we wszystkich dostępnych wariantach, działające przez jeden 365 dni od daty wystawienia Karty oraz pokrywające koszty leczenia za granicą, a także ubezpieczenie z tytułu następstw nieszczęśliwych wypadków i ubezpieczenie odpowiedzialności cywilnej. Może także obejmować skutki uprawiania przez ubezpieczonego wyczynowego sportu (polisa w wersji Sport). Podobne ubezpieczenia oferuje karta Student, przy czym są do wyboru 8 rodzajów ubezpieczenia: Polska, Polska EXTRA Polska Sport, Polska Sport EXTRA, World, World EXTRA, Sport i Sport EXTRA.
Dystrybucją karty na terenie Polski zajmuje się Polskie Stowarzyszenie Projektów Młodzieżowych z siedzibą w Gdańsku.